# Manihan
Manihan (kinesiska: 玛尼罕, 玛尼罕乡) är en socken i Kina. Den ligger i den autonoma regionen Inre Mongoliet, i den norra delen av landet, omkring 710 kilometer öster om regionhuvudstaden Hohhot. Antalet invånare är 14168. Befolkningen består av 6 934 kvinnor och 7 234 män. Barn under 15 år utgör 14,0 %, vuxna 15-64 år 75 %, och äldre över 65 år 9,0 %.
Genomsnittlig årsnederbörd är 592 millimeter. Den regnigaste månaden är juli, med i genomsnitt 141 mm nederbörd, och den torraste är januari, med 2 mm nederbörd.